# Qubadlı
Qubadlı (armeană Vorotan) este un oraș din Azerbaidjan.